# Christian Porschin
Christian Porschin (* vor 1691; † nach 1745) war ein Bernsteindrehermeister in Königsberg. Er gehörte der dortigen Paternostermacherzunft an. Porschin ist durch einige aus dem Material Bernstein gefertigte technische Innovationen hervorgetreten. Hierzu gehört ein Bernstein-Brennspiegel, mit dem sich nach einer zeitgenössischen Chronik Pulver deutlich schneller entzünden ließ als mit herkömmlichen Glasspiegeln, sowie Brillengläser aus Bernstein, den er zuvor in Leinöl erhitzt hatte, um ihn transparenter zu machen. Diese Brillengläser scheinen kommerziell zeitweilig erfolgreich gewesen sein, da sie gegen Ende des 18. Jahrhunderts offenbar noch angefertigt wurden.
Der einst in Königsberg aufbewahrte kleine Brennspiegel (Durchmesser vier Zentimeter) ist 1944 in den Kriegswirren verbrannt. Ein weiteres Objekt von Porschin, eine goldene Dose mit Bernsteinrosette, wird im Rosenborg-Museum in Kopenhagen aufbewahrt.